# Код да Винчи (фильм)
«Код да Ви́нчи» (англ. The Da Vinci Code) — мистический триллер 2006 года, восемнадцатый полнометражный фильм, снятый Роном Ховардом по сценарию Акивы Голдсмана, основанный на одноимённом романе Дэна Брауна 2003 года. Первый фильм из серии фильмов о Роберте Лэнгдоне, в главных ролях Том Хэнкс, Одри Тоту, Иэн Маккеллен, Альфред Молина, Юрген Прохнов, Жан Рено и Пол Беттани. В фильме Роберт Лэнгдон, профессор религиозной символики из Гарвардского университета, является главным подозреваемым в ужасном и необычном убийстве куратора Лувра Жака Соньера. На теле полиция находит обескураживающий шифр и начинает расследование. Лэнгдон сбегает с помощью полицейского криптолога Софи Невё, и они начинают поиски легендарного Святого Грааля. Сэр Ли Тибинг, известный британский историк Грааля, говорит им, что настоящий Святой Грааль явно закодирован в настенной картине Леонардо да Винчи Тайная вечеря. Также Грааль ищет тайная клика внутри Opus Dei, настоящей прелатуры Святого Престола, которая хочет сохранить настоящий Грааль в тайне, чтобы предотвратить разрушение христианства.
Фильм, как и книга, был признан спорным. Он был встречен особенно резкой критикой со стороны Католической церкви за обвинение в том, что он стоит за двухтысячелетним сокрытием того, что на самом деле представляет собой Святой Грааль, и за концепцию, что Иисус Христос и Мария Магдалина были женаты, в результате чего родилась дочь, а также за его отношение к организациям Приорат Сиона и Opus Dei. Многие члены призвали мирян бойкотировать фильм. В книге Браун утверждает, что Приорат Сиона и «все описания произведений искусства, архитектуры, документов и тайных ритуалов в этом романе точны».
Фильм Код да Винчи был впервые показан на 59-м Каннском кинофестивале 17 мая 2006 года, а 19 мая 2006 года был показан в кинотеатрах США. Фильм собрал 224 миллиона долларов в мировые выходные и в общей сложности 760 миллионов долларов по всему миру при бюджете в 125 миллионов долларов, став вторым по кассовым сборам фильмом 2006 года, а также самым кассовым фильмом Ховарда на сегодняшний день; однако фильм получил в целом негативные отзывы критиков. За ним последовали два сиквела: Ангелы и демоны (2009) и Инферно (2016).

## Сюжет
О сюжете одноимённой книги см. также Сюжет книги «Код да Винчи»
Роберта Лэнгдона (Том Хэнкс), известного профессора в области символики, приглашают в Лувр, где был убит куратор музея Жак Соньер. Но перед смертью Жаку Соньеру удаётся оставить зашифрованное при помощи последовательности Фибоначчи послание. Именно для того, чтобы расшифровать это послание, комиссар полиции Безу Фаш (Жан Рено) и приглашает Роберта Лэнгдона на место преступления. Софи Невё (Одри Тоту), криптолог, внучка убитого, которая тоже приглашена для помощи при расшифровке загадочного послания, сообщает Роберту Лэнгдону, что его подозревают в убийстве куратора, в связи с тем, что его имя значится в последней записи куратора. Софи помогает Лэнгдону сбежать от полиции, так как уверена, что он может помочь разгадать тайну её дедушки.
Подвергая свою жизнь смертельной опасности, Лэнгдон вместе с Софи обнаруживает серию головоломок, спрятанных в работах Леонардо да Винчи, которые указывают на существование секретного общества — Приората Сиона, оберегающего древнюю тайну — «источник Божьей Власти на Земле». Воспользовавшись подсказками, спрятанными в картинах Леонардо да Винчи, они забирают из банка в Париже криптекс, деревянный контейнер с манускриптом. Но они не могут открыть его, так как для этого нужно отгадать пятизначный код. Взломать криптекс нельзя — уксус, находящийся в капсуле криптекса, уничтожит документ. После этого они отправляются к знакомому Лэнгдона Ли Тибингу (Иэн Маккеллен), который помешан на поисках Грааля. Ли Тибинг считает Марию Магдалину женой Иисуса, для её защиты было создано тайное общество, и дед Софи являлся одним из его членов. Во время их разговора на них нападает Сайлас, религиозный фанатик, убивший Жака Соньера, и пытается отобрать криптекс. Но у него ничего не выходит, а герои вместе с профессором отправляются в Лондон, чтобы на могиле Исаака Ньютона в Вестминстерском аббатстве отыскать новую подсказку. В Лондоне они узнают о том, что Ли Тибинг замешан в убийстве Соньера. Он угрожает убить Софи и требует, чтобы Лэнгдон отдал ему криптекс и расшифровал код. Но в это время появляется полиция, которая забирает Тибинга, а Лэнгдон и Софи отправляются в Рослинскую церковь, где встречаются с членами древнего ордена, которые рассказывают Софи, что она потомок рода Христа и Марии Магдалины. По прибытии в Париж Лэнгдон понимает, что конечная цель их поисков — могила Марии Магдалины, а всё это время они искали её не в том месте, тогда как она находилась прямо у них под носом — под стеклянной перевёрнутой пирамидой мира.
| Актёр                 | Роль                       |
| --------------------- | -------------------------- |
| Том Хэнкс             | Роберт Лэнгдон             |
| Одри Тоту             | Софи Невё                  |
| Иэн Маккеллен         | сэр Ли Тибинг              |
| Альфред Молина        | епископ Мануэль Арингароса |
| Пол Беттани           | Сайлас                     |
| Жан Рено              | капитан Безу Фаш           |
| Мари-Франсуа Одоллент | сестра Сандрин             |
| Жан-Пьер Марьель      | Жак Соньер                 |
| Хью Митчелл           | юный Сайлас                |
| Юрген Прохнов         | Андре Верне                |

## Съёмки
В силу противодействия церковных кругов и части общественности создателям фильма пришлось столкнуться с трудностями при съёмках за пределами студийных помещений. Церковные власти запретили вести съёмки в церкви Сен-Сюльпис и в Вестминстерском аббатстве. Роль вестминстерского аббатства исполнил древний Линкольнский собор. С разрешения французского министерства культуры первая сцена фильма была снята в Лувре. Впрочем, использовать в процессе съёмок настоящую «Джоконду» не разрешили — была использована копия.

## Премьера
Мировая премьера «Кода да Винчи» состоялась 17 мая 2006 года на торжественном открытии 59-го Каннского кинофестиваля. Реакция на фильм собравшихся в Каннах кинокритиков была в целом отрицательной. Подытоживая мнения рецензентов, сайт Rotten Tomatoes назвал экранизацию «затянутой» и «скучной».
Фильм установил новый рекорд по начальным кассовым сборам за пределами США: за первые три дня показа за пределами США было собрано 147 000 000 долларов. Кассовые сборы в самой стране-производителе составили 77 000 000 долларов.

### Протесты
Фильм подвергся сокрушительной критике со стороны религиозных организаций, так как по их мнению картина оскорбляет Священное Писание. Но, несмотря на это, фильм установил кассовые рекорды в странах с большим количеством католиков — таких, как Италия и Испания. В Индии, Китае, Пакистане, Иордании и Египте показ фильма был запрещён.
В Москве премьера фильма сопровождалась акцией протеста Союза православных граждан (СПГ), который провёл «молитвенное стояние и просветительский пикет» у кинотеатра на Пушкинской площади. По мнению главы московского регионального отделения СПГ Кирилла Фролова, фильм «Код да Винчи» — «это стремление развенчать Христа как Богочеловека и уравнять добро и зло».
Председатель Синодального отдела Московского Патриархата по взаимодействию с вооружёнными силами и правоохранительными учреждениями протоиерей Димитрий Смирнов в эфире телепрограммы «Вести» (Россия) призвал телезрителей обратиться с протестом в генпрокуратуру с тем, «чтобы вообще прекратили показ фильма в нашей стране как глубоко оскорбляющий религиозные чувства».
Центральное духовное управление мусульман России также увидело в «Коде да Винчи» оскорбление собственных чувств. В заявлении ЦДУМ говорится о недопустимости глумления над мусульманским пророком Исой (такое имя носит в Исламе Иисус Христос), а сам фильм ставится в один ряд с нашумевшими карикатурами на пророка Мухаммеда. Возмущённое бездействием властей в отношении «кощунственного фильма», мусульманское духовенство России пригрозило стихийными акциями протеста своих сторонников.

## Отзывы критиков
Александер Батцигер (Alexander Butziger) — обозреватель сайта The Atlasphere, ориентирующегося на поклонников объективизма и книг Айн Рэнд — отмечает, что для зрителя, не ждущего стопроцентной логичности, фильм является неплохим развлечением, благодаря захватывающему сюжету, игре актёров и искусной кинематографии. Относительно реакции на фильм со стороны религиозных организаций критик заметил, что вызванное фильмом негодование католической церкви вызывает в памяти свифтовскую войну между Лилипутией и Блефуску из-за вопроса о том, с какого конца разбивать яйцо.